# Wilder (Vermont)
Wilder és una concentració de població designada pel cens dels Estats Units a l'estat de Vermont. Segons el cens del 2000 tenia 1.636 habitants.

## Demografia
Segons el cens del 2000, Wilder tenia 1.636 habitants, 690 habitatges, i 445 famílies. La densitat de població era de 770,3 habitants per km².
Dels 690 habitatges en un 32,2% hi vivien nens de menys de 18 anys, en un 51,3% hi vivien parelles casades, en un 10,4% dones solteres, i en un 35,5% no eren unitats familiars. En el 29,7% dels habitatges hi vivien persones soles l'11% de les quals corresponia a persones de 65 anys o més que vivien soles. El nombre mitjà de persones vivint en cada habitatge era de 2,37 i el nombre mitjà de persones que vivien en cada família era de 2,93.
Per edats la població es repartia de la següent manera: un 25,7% tenia menys de 18 anys, un 5% entre 18 i 24, un 32,3% entre 25 i 44, un 25,3% de 45 a 60 i un 11,8% 65 anys o més.
L'edat mediana era de 38 anys. Per cada 100 dones de 18 o més anys hi havia 87,7 homes.
La renda mediana per habitatge era de 40.238 $ i la renda mediana per família de 55.000 $. Els homes tenien una renda mediana de 35.833 $ mentre que les dones 28.250 $. La renda per capita de la població era de 21.802 $. Entorn del 4,5% de les famílies i el 7,4% de la població estaven per davall del llindar de pobresa.